# (19507) 1998 MZ13
(19507) 1998 MZ13 est un astéroïde de la ceinture principale découvert en 1998.

## Description
(19507) 1998 MZ13 a été découvert le 19 juin 1998 au Centre de recherches en géodynamique et astrométrie (CERGA), à Caussols en France, par le projet scientifique européen OCA-DLR Asteroid Survey (ODAS).

### Caractéristiques orbitales
L'orbite de cet astéroïde est caractérisée par un demi-grand axe de 3,6 UA, un périhélie de 2,68 UA, une excentricité de 0,12 et une inclinaison de 10,16° par rapport à l'écliptique. Du fait de ces caractéristiques, à savoir un demi-grand axe compris entre 2 et 3,2 UA et un périhélie supérieur à 1,666 UA, il est classé, selon la JPL Small-Body Database, comme objet de la ceinture principale.

### Caractéristiques physiques
(19507) 1998 MZ13 a une magnitude absolue (H) de 13,5 et un albédo estimé à 0,301.